# Anacyclus
Anacyclus là một chi thực vật có hoa trong họ Cúc (Asteraceae).

## Loài
Chi Anacyclus gồm các loài: